# Редбуж
Редбуж — деревня в Батецком муниципальном районе Новгородской области, относится к Передольскому сельскому поселению.
Деревня расположена на правобережье реки Луга, с западной стороны путей Санкт-Петербург-Витебского отделения Октябрьской железной дороги линии Санкт-Петербург — Витебск, в 3 км к северу от автомобильного и железнодорожного мостов через Лугу. С западной стороны, неподалёку — деревня Заупора.

## История
Упоминается в писцовых книгах Водской пятины Новгородской земли 1500 года, как деревня Никольского Передольского погоста — Рядбуж, в 1539/1540 г. — деревня Радбуж, в 1582 году — пустошь Редбуж, в 1791 году — деревня Редбужа. В Лужском уезде Санкт-Петербургской губернии — деревня Редбужи Передольской волости.